# Wonderful Dream (Holidays Are Coming)
Wonderful Dream (Holidays Are Coming) ist ein englischsprachiger Popsong der US-amerikanischen Sängerin Melanie Thornton aus dem Jahr 2001. Es erschien auf ihrem als Solokünstlerin veröffentlichten Debütalbum Ready to Fly. Bekannt wurde er durch die Verwendung in der Coca-Cola-Werbung an Weihnachten.

## Geschichte

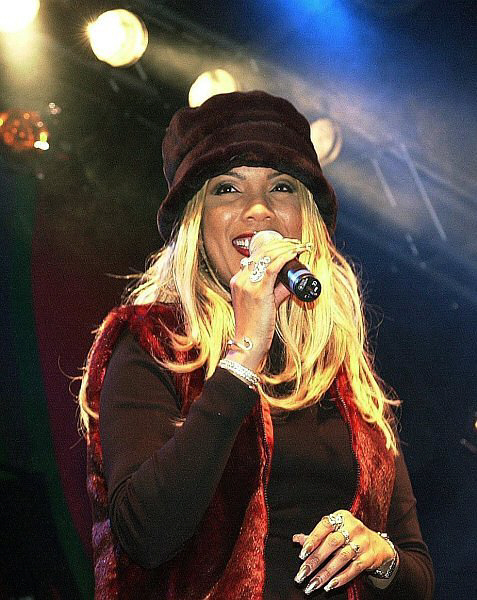
Melanie Thornton am Tag ihres Todes bei ihrem letzten öffentlichen Auftritt in Leipzig für die Coca Cola Christmastour – Wonderful Dream (Holidays Are Coming)

Der Song Wonderful Dream entstand 2001 auf Basis des Coca-Cola-Jingles Holidays are Coming, welcher erstmals 1996 in einem Werbespot mit den Coca-Cola-Weihnachtstrucks Verwendung fand.
Nachdem Melanie Thornton am 24. November 2001 beim Crossair-Flug 3597 verunglückte, kletterte der Song bis auf Platz 3 in den deutschen Charts. Das Lied wurde vor allem durch seine Medienpräsenz durch die Coca-Cola-Weihnachtswerbekampagnen im Fernsehen bekannt. Es wurde von 2001 bis 2005 für die Weihnachtskampagne des Getränkeherstellers verwendet. 2006 wurde Melanie Thornton schließlich von Sarah Connor und deren Stück The Best Side of Life abgelöst. Aufgrund zahlreicher Kundenproteste kam jedoch bereits ein Jahr später wieder der Holidays are Coming-Jingle zum Einsatz. Für die Weihnachtskampagne des Jahres 2010 wählte Coca-Cola schließlich den Song Shake Up Christmas der kalifornischen Band Train. 2013 wurde der Spot der vergangenen Jahre wiederum in einer leicht abgewandelten Version erneut vom mittlerweile zum Weihnachtsklassiker avancierten Holidays are Coming begleitet.
Wonderful Dream fungierte ebenfalls als Lied der Weihnachtskampagne des deutschen Fernsehsenders ProSieben im Jahr 2001, wo es den damaligen Werbeslogan Heute kommt ProSieben musikalisch untermalte. Auch Melanie Thornton selbst ist in diesen Spots zu sehen. Nach ihrem Tod wurden die Werbeblöcke durch die Einblendung In Gedenken an Melanie Thornton ergänzt.
Zur Promotion von Wonderful Dream war Thornton am 15. November 2001 zu Gast in der Sendung iDay des ZDF. Live-Auftritte fanden in der Sendung B.TV Sternstunde des mittlerweile eingestellten Fernsehsenders B.TV am 11. November 2001 sowie im Rahmen der Coca-Cola-Weihnachtstour am 24. November 2001 in Leipzig statt.
Die Erstveröffentlichung der CD-Single erfolgte am 26. November 2001. Auf der Neuveröffentlichung aus dem Jahr 2004 befinden sich neben den bisherigen Titeln ein zusätzlicher Remix sowie die zweite Version des Musikvideos. Ein weiterer Remix des Liedes ist Teil des Albums Memories – Her Most Beautiful Ballads aus dem Jahr 2003. Zum 20-jährigen Jubiläum der Erstveröffentlichung erschien Wonderful Dream am 26. November 2021 erstmals auf Vinyl. 2022 avancierte das Lied zum Millionenseller in Deutschland, damit erreichte es nach All I Want for Christmas Is You als zweite Weihnachtssingle die Millionenmarke und zählt damit zu den kommerziell erfolgreichsten Weihnachtstonträgern sowie generell zu den meistverkauften Singles des Landes.

## Entstehungsgeschichte und Hintergrundinformationen
Am Anfang stand der bekannte Coca-Cola-Slogan „Always the real thing“ – die Songwriter Rich Airis, Scott Temper, Mitchell Lennox, Julien Nairolf, Ben Naftali, Terri Coffey, Jon Nettlefbey und Melanie Thornton selbst schrieben das Lied „um den Werbeslogan“ herum.
Die Hintergrundstimmen im Lied stammen von Colin Rich (der später unter einem Pseudonym als Kandidat der ersten Staffel von The Voice of Germany und als Kandidat der Show X Factor im Jahr 2012 aufgetreten ist), Laila Manke, Michael Keller, Oscar Sheercan und Melanie Thornton. Produziert wurde die Single von Julien Nairolf und Mitchell Lennox.

## Musikvideo
Ob ursprünglich ein eigenes Musikvideo geplant oder vor Melanie Thorntons Tod schon abgedreht war, ist nicht bekannt. Das Musikvideo zu Wonderful Dream (Holidays Are Coming), das von Oliver Sommer konzipiert wurde, ist ein Zusammenschnitt von Melanie Thorntons früheren Musikvideos. So sind unter anderem Szenen aus den Clips zu Love How You Love Me und Heartbeat zu sehen – inklusive bisher unveröffentlichter Outtakes. Des Weiteren werden Ausschnitte vom letzten Konzert der Sängerin vom 24. November 2001 in Leipzig sowie verschiedene Szenen eines Chores mit Orchester und von Kindern gezeigt.
Es gibt zwei verschiedene Versionen des Musikvideos: In der ersten Version fehlt am Ende der Schriftzug In loving memory of Melanie Thornton; an dessen Stelle wird mit einem Schwenk zur Decke die vorige Szene vollständig gezeigt. In der zweiten Version fällt dieser Schwenk zugunsten des Schriftzugs weg.

## Samples und Covers
2004 erschien mit A Beautiful Time der Sängerin Tamee Harrison ein Weihnachtslied, welches ebenso wie Wonderful Dream (Holidays are Coming) auf dem Werbeslogan „Always the real thing“ basiert. Er erreichte Platz zwei in Österreich und Platz 39 in der Schweiz. Außerdem wurde das Lied für viele Coca-Cola-Werbekampagnen in Europa als Nachfolger von Wonderful Dream verwendet.
2006 nahm die polnische Sängerin Ania Szarmach Wonderful Dream (Holidays are Coming) unter dem Titel Radość Dzielenia auf. Es wurde für die Coca-Cola-Weihnachtskampagne in Polen verwendet.
2013 veröffentlichte der britische Sänger Joe McElderry eine eigene Version des Songs.
2015 erschien ein weiteres polnischsprachiges Cover des Liedes, diesmal unter dem Titel Coraz bliżej święta. Es wurde von der polnischen Sängerin Margaret mit den Finalisten der sechsten Staffel von The Voice of Poland aufgenommen. Der Song untermalte die damalige Coca-Cola-Weihnachtskampagne in Polen und erreichte Platz 32 der polnischen Charts.
2018 wurde Wonderful Dream in einer neuen Version vom Projekt The Kingdom Choir feat. Camélia Jordana & Namika unter dem Titel Holidays are Coming veröffentlicht und das Stück abermals als Titellied der Weihnachtskampagne von Coca-Cola ausgewählt. Es konnte sich jedoch nur auf den hinteren Rängen der deutschen Charts platzieren.

## Chartplatzierungen
Seit der Veröffentlichung am 26. November 2001 steigt Wonderful Dream in Deutschland und Österreich und der Schweiz jedes Jahr in der Weihnachtszeit wieder in die Singlecharts ein. Dort ist es immer einige Wochen platziert und erreicht teilweise Ränge in den Top-20. In der Schweiz sind nicht so große Erfolge zu verzeichnen. 2004, 2005 und 2006 stieg es gar nicht in die Hitparade ein, in den anderen Jahren war der Aufenthalt meist auf wenige Wochen begrenzt.
Durch den alljährlichen Wiedereinstieg in die Hitparaden ist in Deutschland, Österreich und der Schweiz mittlerweile eine beträchtliche Anzahl an platzierten Wochen zusammengekommen. In Deutschland hat Wonderful Dream inzwischen die zweitmeisten Chartwochen überhaupt. In Österreich belegt es in der ewigen Bestenliste Rang 10.

### Melanie Thornton
| Periode   | Höchstplatzierung, GesamtwochenChartplatzierungen (Periode, Platzierungen, Wochen) | Höchstplatzierung, GesamtwochenChartplatzierungen (Periode, Platzierungen, Wochen) | Höchstplatzierung, GesamtwochenChartplatzierungen (Periode, Platzierungen, Wochen) |
| Periode   | DE                                                                                 | AT                                                                                 | CH                                                                                 |
| --------- | ---------------------------------------------------------------------------------- | ---------------------------------------------------------------------------------- | ---------------------------------------------------------------------------------- |
| 2001/02   | DE3 (13 Wo.)DE                                                                     | AT7 (17 Wo.)AT                                                                     | CH3 (15 Wo.)CH                                                                     |
| 2002/03   | DE30 (8 Wo.)DE                                                                     | AT55 (4 Wo.)AT                                                                     | CH43 (6 Wo.)CH                                                                     |
| 2003/04   | DE34 (6 Wo.)DE                                                                     | AT18 (7 Wo.)AT                                                                     | CH83 (4 Wo.)CH                                                                     |
| 2004/05   | DE29 (9 Wo.)DE                                                                     | AT24 (4 Wo.)AT                                                                     | —                                                                                  |
| 2005/06   | DE25 (8 Wo.)DE                                                                     | AT18 (4 Wo.)AT                                                                     | —                                                                                  |
| 2006/07   | DE22 (7 Wo.)DE                                                                     | AT21 (3 Wo.)AT                                                                     | —                                                                                  |
| 2007/08   | DE14 (6 Wo.)DE                                                                     | AT31 (4 Wo.)AT                                                                     | CH68 (4 Wo.)CH                                                                     |
| 2008/09   | DE17 (6 Wo.)DE                                                                     | AT31 (5 Wo.)AT                                                                     | CH67 (2 Wo.)CH                                                                     |
| 2009/10   | DE23 (6 Wo.)DE                                                                     | AT24 (5 Wo.)AT                                                                     | CH50 (1 Wo.)CH                                                                     |
| 2010/11   | DE38 (6 Wo.)DE                                                                     | AT24 (5 Wo.)AT                                                                     | CH62 (2 Wo.)CH                                                                     |
| 2011/12   | DE41 (6 Wo.)DE                                                                     | AT37 (5 Wo.)AT                                                                     | CH62 (1 Wo.)CH                                                                     |
| 2012/13   | DE40 (4 Wo.)DE                                                                     | AT29 (3 Wo.)AT                                                                     | CH58 (1 Wo.)CH                                                                     |
| 2013/14   | DE31 (5 Wo.)DE                                                                     | AT16 (4 Wo.)AT                                                                     | CH53 (1 Wo.)CH                                                                     |
| 2014/15   | DE34 (4 Wo.)DE                                                                     | AT30 (3 Wo.)AT                                                                     | CH44 (3 Wo.)CH                                                                     |
| 2015/16   | DE24 (4 Wo.)DE                                                                     | AT47 (4 Wo.)AT                                                                     | —                                                                                  |
| 2016/17   | DE28 (5 Wo.)DE                                                                     | AT37 (4 Wo.)AT                                                                     | CH84 (1 Wo.)CH                                                                     |
| 2017/18   | DE10 (4 Wo.)DE                                                                     | AT30 (2 Wo.)AT                                                                     | CH29 (4 Wo.)CH                                                                     |
| 2018/19   | DE7 (5 Wo.)DE                                                                      | AT14 (4 Wo.)AT                                                                     | CH45 (2 Wo.)CH                                                                     |
| 2019/20   | DE6 (5 Wo.)DE                                                                      | AT9 (4 Wo.)AT                                                                      | CH53 (1 Wo.)CH                                                                     |
| 2020/21   | DE3 (6 Wo.)DE                                                                      | AT5 (5 Wo.)AT                                                                      | CH37 (5 Wo.)CH                                                                     |
| 2021/22   | DE6 (6 Wo.)DE                                                                      | AT8 (5 Wo.)AT                                                                      | CH43 (5 Wo.)CH                                                                     |
| 2022/23   | DE8 (6 Wo.)DE                                                                      | AT12 (5 Wo.)AT                                                                     | CH25 (5 Wo.)CH                                                                     |
| 2023/24   | DE5 (6 Wo.)DE                                                                      | AT12 (5 Wo.)AT                                                                     | CH21 (5 Wo.)CH                                                                     |
| 2024/25   | DE8 (6 Wo.)DE                                                                      | AT14 (5 Wo.)AT                                                                     | CH19 (5 Wo.)CH                                                                     |
| Insgesamt | DE3 (147 Wo.)DE                                                                    | AT5 (114 Wo.)AT                                                                    | CH3 (73 Wo.)CH                                                                     |

| ChartsJahrescharts (2002) | Platzierung |
| ------------------------- | ----------- |
| Deutschland (GfK)         | 44          |
| Österreich (Ö3)           | 37          |
| Schweiz (IFPI)            | 31          |

| ChartsJahrescharts (2021) | Platzierung |
| ------------------------- | ----------- |
| Deutschland (GfK)         | 99          |

| ChartsJahrescharts (2024) | Platzierung |
| ------------------------- | ----------- |
| Deutschland (GfK)         | 97          |

| ChartsJahrescharts (2000–2009) | Platzierung |
| ------------------------------ | ----------- |
| Österreich (Ö3)                | 3           |

### Version von The Kingdom Choir feat. Camélia Jordana & Namika
| Periode   | Höchstplatzierung, GesamtwochenChartsChartplatzierungen (Periode, Platzierungen, Wochen) |
| Periode   | DE                                                                                       |
| --------- | ---------------------------------------------------------------------------------------- |
| 2018/19   | DE99 (1 Wo.)DE                                                                           |
| 2019/20   | DE99 (1 Wo.)DE                                                                           |
| 2020/21   | DE97 (1 Wo.)DE                                                                           |
| Insgesamt | DE97 (3 Wo.)DE                                                                           |